# Seznam osebnosti iz Občine Nazarje
Seznam osebnosti iz Občine Nazarje vsebuje osebnosti, ki so se tu rodile, delovale, umrle ali so z njo povezane.
Občina Nazarje ima 15 naselij Brdo, Dobletina, Čreta pri Kokarjah, Kokarje, Lačja vas, Nazarje, Potok, Prihova, Pusto Polje, Rovt pod Menino, Spodnje Kraše, Šmartno ob Dreti, Volog, Zavodice in Žlabor.

## Kultura, umetnost in humanistika

### Književnost
- Ahac Steržiner (1676 Suha – 1741 Nazarje), pesnik, duhovnik
- Zdenka Serajnik (1911 Prihova - 2004 Slovenske Konjice), pesnica, pisateljica, prevajalka, učiteljica
- Leopold Kemperle (1886 Hudajužna - 1950 Trst), časnikar, publicist, deloval v begunskem taborišču, vodil begunske ustanove med I. sv. vojno

### Slikarstvo
- Jože Horvat (1930 Murska Sobota - 2009 Nazarje), umetnik, slikar, grafik, častni občan
- Fran Tratnik (1881 Potok - 1957 Ljubljana), akademski slikar, Prešernov nagrajenec
- Franc Ksaver Skola (1791 ? - 1870 ?), slikar
- Fran Tratnik (1881 Potok – 1957 Ljubljana), slikar, risar
- Franc Ilovšek (1700 Mengeš - 1764 Ljubljana), slikar
- Fortunat Bergant (1721 Mekinje – 1769 Ljubljana), slikar, za frančiškansko cerkev v Nazarjah je naslikal Zamaknjenje sv. Frančiška
- Jurij Tavčar (1820 Idrija – 1892 Idrija), slikar, podobar

### Zgodovina
- Aleksander Videčnik (1920 ? - 2019 ?), zgodovinar, častni občan

### Glasba
- Fran Gross (1851 Nazarje – 1892 Idrija), glasbenik, pravnik
- Josip Ludvik Weiss (1848 Šmartno ob Dreti - 1927 Celje), glasbenik, učitelj
- France Ačko (1904 Maribor – 1974 Ljubljana), skladatelj, orglavec, duhovnik, redovnik, frančiškan

## Kiparstvo
- Francesco Robba (1698 Benetke – 1757 Zagreb), kipar

## Religija
- Jožef Dobrovc (1873 Nazarje – 1927 Črna na Koroškem), duhovnik, politik
- Ferdinand Vonča (1792 Ljubljana - 1840 Nazarje), duhovnik, redovnik, nabožni pisec, frančiškan
- Valentin Majar (1851 Dol pri Ljubljani – 1938 Izlake), duhovnik, nabožni pisatelj, redovnik, fančiškan
- Marijan Širca (1854 Pliskovica – 1932 Brezje), nabožni pisec, duhovnik, redovnik, frančiškan
- Oton Skolla (1805 Novo mesto – 1874 Reka), pisatelj, slikar, duhovnik, redovnik, frančiškan, misijonar
- Salvator Zobec (1870 Ljubljana – 1934 Ljubljana), nabožni pisec, duhovnik, redovnik, frančiškan
- Anton Brešan (1639 Novo mesto – 1708 Novo mesto), redovnik, duhovnik, frančiškan, pridigar, pisatelj
- Kerubin Tušek (1876 Sveti Lenart nad Škofjo Loko - 1943 [[Dachau]), duhovnik

## Gospodarstvo in politika
- Ivan Atelšek (1928 Dobletina - 2011 Celje), gospodarstvenik
- Franc Zagožen (1942 Volog – 2014 Volog), agronom, genetik, politik
- Dane Melavc (1932 Mozirje - 2019 ?), ekonomist, dekan, docent, izredni profesor, poslanec
- Zdravko Trogar (1930 Šmartno ob Dreti - 2007 ?), politolog, bančni uradnik, župan, direktor
- Franc Fale (1921 Pusto Polje - 2009 Ravne na Koroškem), pravnik, kulturni delavec, družbenopolitični delavec
- Dušan Kraigher (1908 Sveta Trojica v Slovenskih goricah - 1943 Dobrovlje), pravnik, narodni heroj
- Vera Šlander (1921 Kaplja vas - 1943 Tolsti vrh, Dobrovlje), družbenopolitična delavka, partizanka

## Razno
- Viktor Turnšek (1884 Žlabor – 1953 Ljubljana), strokovnjak strojništva
- Janez Vurnik ml. (1894 Radovljica - 1911 Radovljica), podobar, važnejša dela za župnijsko cerkev
- Andrej Cesar (1824 Soteska pri Novi cerkvi – 1885 Zagreb), podobar, izdelal oltarje za cerkev Sv. Katarine]]
- Anton Umek (1903 Brežice – 1983 Ljubljana), gradbenik